# Heberger
Heberger este o companie de construcții din Germania.
Compania activează în întreaga lume, centrele locale de interes situându-se în Germania, Europa și Orientul Apropiat.
Cifra de afaceri în 2007: 400 milioane euro

## Heberger în România
Compania este prezentă și în România, prin subsidiara Heberger Construcții, înființată în anul 2004.
Până în prezent a realizat proiecte în valoare de 186 milioane euro, printre care clădirea de birouri Bucharest Business Park de lângă Casa Presei, proiectul logistic Bucharest West de lângă autostrada București-Pitești, sau ansamblul de locuințe Residenz din Chitila.
Număr de angajați în 2009: 45
Cifra de afaceri în 2008: 67 milioane euro